# Costelytra zealandica
Costelytra zealandica är en skalbaggsart som beskrevs av White 1846. Costelytra zealandica ingår i släktet Costelytra och familjen Melolonthidae. Inga underarter finns listade i Catalogue of Life.